# Arteria collaterale ulnare superiore
L'arteria collaterale ulnare superiore (conosciuta anche con il nome di arteria profonda inferiore), è un vaso di piccole dimensioni, un ramo collaterale dell'arteria brachiale.

## Decorso
L'arteria collaterale ulnare superiore nasce dall'arteria brachiale, poco sotto la metà del braccio. Con una certa frequenza può nascere dalla parte superiore dell'arteria brachiale profonda. Dopo la nascita il vaso perfora il setto intermuscolare mediale, e scende sulla superficie del capo mediale del tricipite brachiale nello spazio tra l'epicondilo mediale e l'olecrano.
Una volta penetrato nella loggia posteriore fornisce rami nutritivi per il capo mediale del muscolo tricipite.
Si accompagna al nervo ulnare, e, continuando a discendere verso il basso, finisce sotto il muscolo flessore ulnare del carpo, dietro all'epitroclea.
Il vaso termina anastomizzandosi con l'arteria ricorrente ulnare posteriore e con le arterie collaterali ulnari inferiori, venendo così a garantire la vascolarizzazione del gomito entrando a far parte della rete articolare, che fornisce rami alle ossa, all'articolazione stessa ed alla cute.
In letteratura sono segnalate numerose variazioni del normale modello arterioso dell'arto superiore umano.

## Distribuzione
L'arteria si distribuisce all'articolazione del gomito e a parte del muscolo tricipite.

## Galleria d'immagini

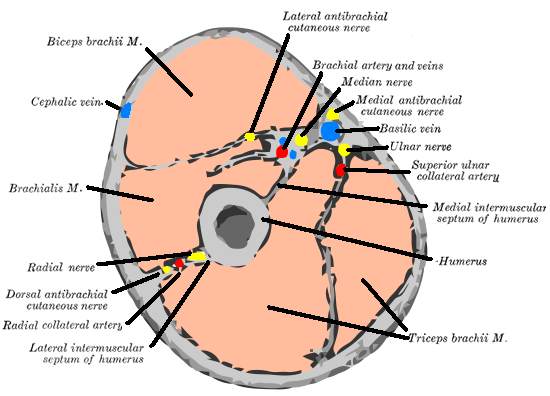
Sezione trasversale attraverso la metà del braccio.
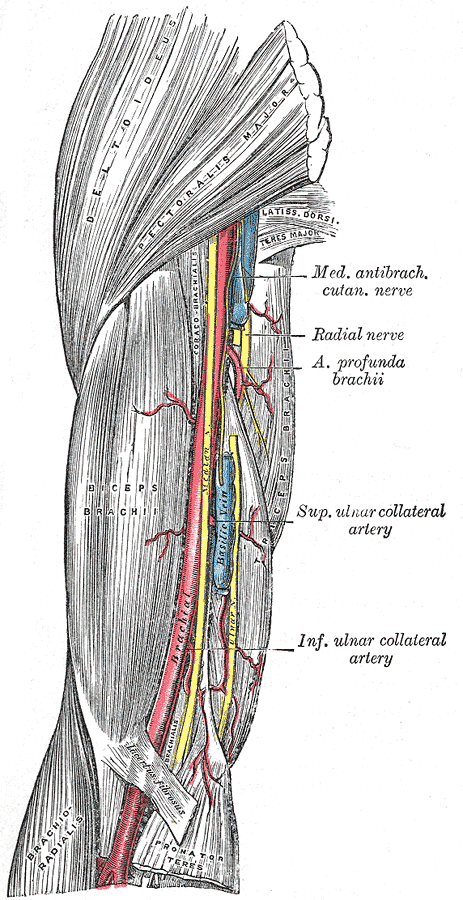
L'arteria brachiale.